# José Alfonso Pérez
José Alfonso Pérez (La Unión, Región de Murcia, 1972) es un periodista español.

## Biografía

### Formación
Licenciado en Ciencias de la Información por la Universidad Complutense de Madrid.  

### Trayectoria profesional
Comenzó su carrera en TVE en 1994.
En 1998 fue redactor corresponsal de TVE en Cartagena. Posteriormente fue redactor parlamentario de RNE también en Cartagena, donde se encuentra la sede de la Asamblea Regional de Murcia.
En 2000 se incorporó a la plantilla de RNE.
Entre 2007 y 2013 fue el director de la delegación de RTVE en Cartagena.
Fue director del Centro Territorial de RTVE en la Región de Murcia desde 2020 a 2023.
Presentó en diversos periodos los informativos territoriales de TVE. Entre otros muchos sucesos, informó del terremoto de Lorca en 2011, las inundaciones de Los Alcázares en 2016 y 2019 y sobre el Festival Internacional del Cante de las Minas.
Además de trabajar para RTVE, colaboró con la revista Cronos y el diario La Verdad.

## Distinciones
En 2022 recibió en su población natal, La Unión, el premio 'Pencho Cros' a su labor periodística.
Fue pregonero en 2023 de la 51 edición de la Semana Internacional de la Huerta y el Mar que se celebró en Los Alcázares del 14 al 24 de agosto.

## Publicaciones
- La imagen de La Unión en la obra periodística de Asensio Sáez. (2004). Tesis doctoral. Universidad de Alicante.